# The Homecoming (film 1912)
The Homecoming è un cortometraggio muto del 1912. Il nome del regista non viene riportato nei titoli del film che è interpretato da Robert Vaughn e Robert Frazer.

## Produzione
Prodotto dalla Eclair American.

## Distribuzione
Distribuito dall'Universal Film Manufacturing Company, il film - un cortometraggio in una bobina - uscì nelle sale cinematografiche USA il 22 ottobre 1912.